# Бугаков, Данил Григорьевич
Данил Григорьевич Бугаков (узб. Danil Grigorevich Bugakov; 29 января 1988 года, Ташкент, Узбекская ССР, СССР) — узбекский пловец, неоднократный чемпион Узбекистана, участник XXVIII Летних Олимпийских игр и XXIX Летних Олимпийских игр, призёр Чемпионата Азии по плаванию, чемпион и призёр Азиатских игр в помещениях.

## Карьера
Данил начал заниматься плаванием в раннем возрасте под руководством родителей Григория Бугакова и Натальи Обуховой. Его сестра Мария Бугакова также занималась плаванием. В 2002 году Данил на Чемпионате Азии по плаванию среди юниоров в Гонконге в плавание на спине завоевал первое место.
В 2004 году на Летних Олимпийских играх в Афинах участвовал в соревновании по плаванию на спине на 100-метровке, преодолев её за 1:02,28 в квалификации, но этого было не достаточно, чтобы пройти в финальную часть турнира.
В 2006 году на Чемпионате Азии по плаванию в Сингапуре на 50-метровке вольным стилем завоевал бронзовую медаль, а в эстафете 4×100 м вольным стилем серебряную медаль.
В 2008 году на Летних Олимпийских играх в Пекине участвовал в соревнованиях на 100 метровке на спине показал всего лишь 39-й результат в квалификации, а на 200 метровке комплексом 46-й результат.
В 2009 году на Чемпионате мира по водным видам спорта в Риме установил два национальных рекорда в эстафете 4×100 м вольным стилем (3 минуты 23,55 секунды) и 4×100 м комбинированным (3.45,23). Однако медалей не было завоёвано. На Азиатских играх в помещениях в Ханое на дистанции 50 метров вольным стилем завоевал бронзовую медаль, а в эстафете 4×100 м вольным стилем золотую медаль и в эстафете 4×50 м вольным стилем серебряную медаль.
В 2012 году на международном соревновании в Пльзене завоевал третье место вольным стилем на 50 метровке и второе место на спине на 100 метровке.